# Lakewood (Ohio)
Lakewood is een plaats (city) in de Amerikaanse staat Ohio, en valt bestuurlijk gezien onder Cuyahoga County.

## Demografie
Bij de volkstelling in 2000 werd het aantal inwoners vastgesteld op 56.646.
In 2006 is het aantal inwoners door het United States Census Bureau geschat op 52.194, een daling van 4452 (-7.9%).

## Geografie
Volgens het United States Census Bureau beslaat de plaats een oppervlakte van
17,4 km², waarvan 14,4 km² land en 3,0 km² water. Lakewood ligt op ongeveer 230 m boven zeeniveau.

## Plaatsen in de nabije omgeving
De onderstaande figuur toont nabijgelegen plaatsen in een straal van 12 km rond Lakewood.

## Geboren
- Sammy Kaye (1910-1987), bandleider
- Elaine Sturtevant (1924-2014), kunstenaar
- Donald Henderson (1928-2016), epidemioloog
- Teri Garr (1944-2024), actrice
- Seán Patrick O'Malley (1944), aartsbisschop en kardinaal
- Katie Nageotte (1991), olympisch en wereldkampioene polsstokhoogspringen